# Arnesby
Arnesby è un paese di 343 abitanti della contea del Leicestershire, in Inghilterra.